# Iglesia de Emmanuel
La Iglesia de Emmanuel (en hebreo: כנסיית עמנואל) es una iglesia protestante en la colonia germano-estadounidense en Jaffa, Israel. 

## Historia
Fue construida en 1904. En 1955, la Federación Luterana Mundial transfirió el control de la iglesia del Ministerio de la Iglesia de Noruega a Israel. George Adams y Abraham McKenzie, colonos de Maine llegaron a Jaffa el 22 de septiembre de 1866. Ellos fundaron la colonia estadounidense en Tel Aviv-Yafo.